# Вішенери
Вішене́ри (рос. Вишенеры, чув. Вишенер) — присілок у Чувашії Російської Федерації, у складі Пітеркінського сільського поселення Красночетайського району.
Населення — 36 осіб (2010; 55 в 2002, 183 в 1979, 190 в 1939, 160 в 1926, 66 в 1897, 41 в 1884).
Національний склад (2002):
- чуваші — 100 %

## Історія
Засновано 19 століття як виселок (до 1924 року) села Красні Четаї. Селяни займались землеробством, тваринництвом. 1931 року створено колгосп «Ударник». До 1918 року присілок входив до складу Курмиської, до 1920 року — Красночетаївської волості Курмиського, до 1927 року — Ядринського повітів. З переходом на райони 1927 року — спочатку у складі Красночетайського, у період 1962–1965 років — у складі Шумерлинського, після чого знову переданий до складу Красночетайського району.

## Господарство
У присілку діє їдальня.